# ألعاب وطنية (فلم)
ألعاب وطنية (بالإنجليزية: Patriot Games) فيلم تجسس وإثارة أمريكي من إخراج فيليب نويس ومأخوذ عن رواية بنفس الاسم للكاتب توم كلانسي. الفيلم عبارة عن تكملة لفيلم صيد أكتوبر الأحمر الذي صدر عام 1990. هاريسون فورد بدور جاك رايان وآن ارتشر بدور زوجته.
عُرض الفيلم أول مرة في دور السينما الأمريكية بتاريخ 5 يونيو 1992 وتربع على عرش البكوس اوفيس لمدة أسبوعين، جامعا بذلك 178,051,587 دولار في جميع أنحاء العالم.

## روابط خارجية
- مقالات تستعمل روابط فنية بلا صلة مع ويكي بيانات